# Castello di Montségur

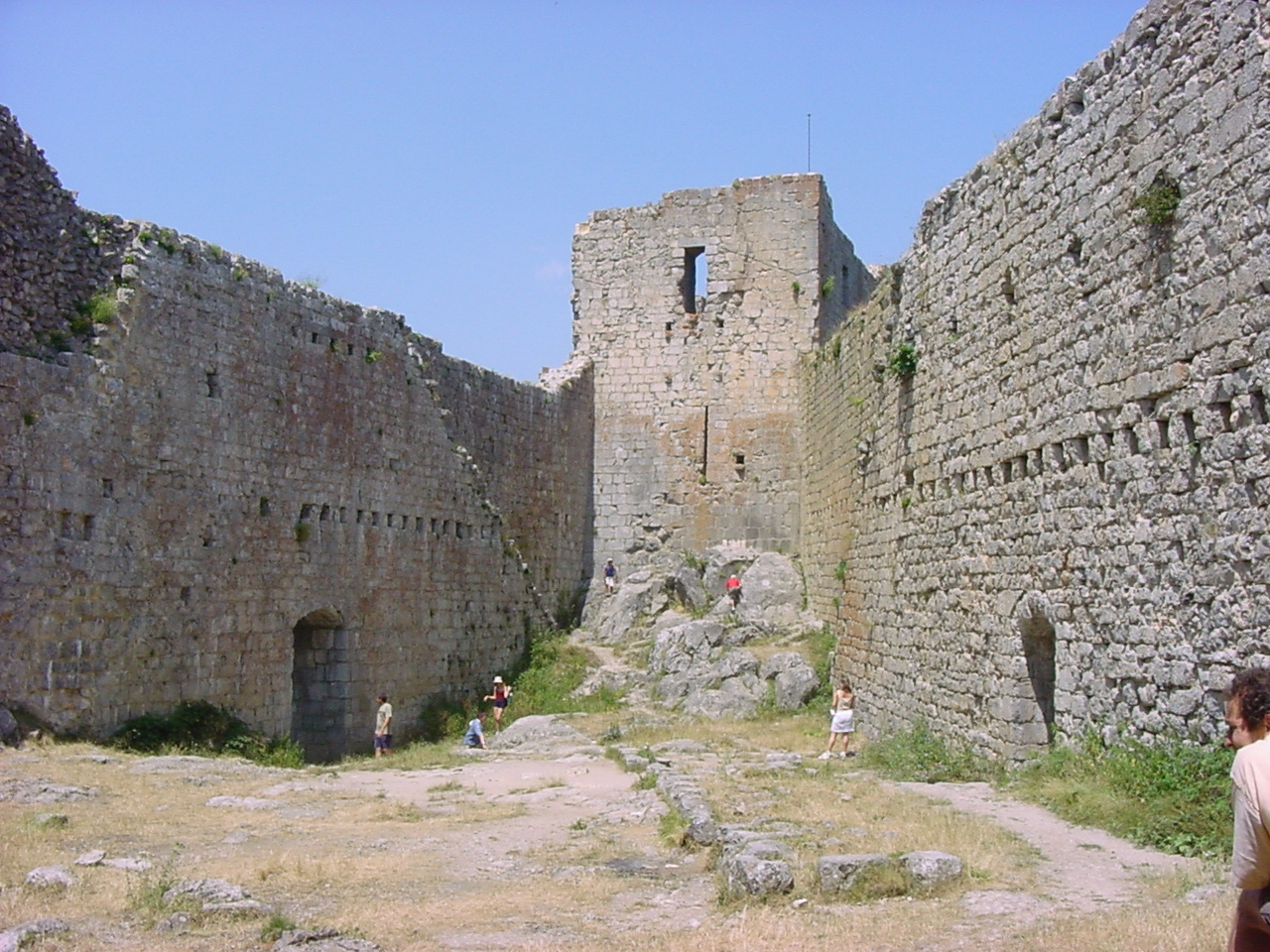
Interno del Castello

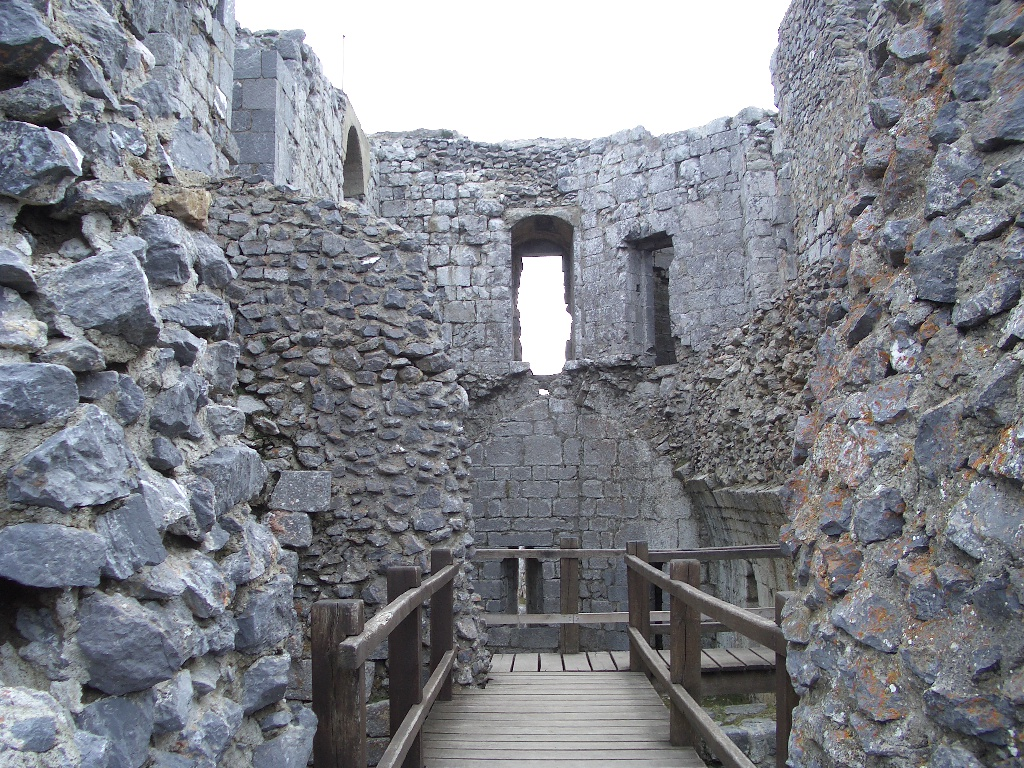
Altra veduta dell'interno

Il castello di Montségur è uno dei castelli catari, e poi francesi, posti nella regione dei Midi-Pirenei, abbandonato alla fine del XVII secolo.
Nell'aprile del 1243 il siniscalco reale di Carcassonne, Hugh de Arcis, pose sotto assedio l'imprendibile fortezza, che cadde dopo 11 mesi, nel marzo del 1244 segnando la fine del movimento cataro in Occitania.

## Storia

### Medioevo

#### Origini
La fortezza venne costruita nel 1204 sotto la direzione di Raymond de Péreille, signore del luogo, come estremo rifugio per i catari. Già in precedenza dovevano comunque esserci delle fortificazioni sul poggio, vista la sua posizione facilmente difendibile.
Il sito era noto ai cattolici, tanto che nel Quarto Concilio Laterano del 1215 il vescovo Folco di Marsiglia accusò il conte Raimondo Ruggero di Foix di proteggere con fortificazioni i catari. Col proseguire della crociata albigese e la caduta dei centri di resistenza catara, Montségur acquisì sempre più importanza, tanto da essere additato nel 1233 dal clero cattolico come "Sinagoga di Satana", epiteto che ben descrive l'aura di leggenda che si stava creando attorno alla fortezza catara. Qui venne a risiedere, nel 1232, Guilhabert di Castres, vescovo cataro di Tolosa. All'epoca i catari dovevano all'incirca essere 400.

#### Assedio
Firmata la pace di Meux terminarono le azioni militari ma con la bolla del 1233 Inquisitio hereticae pravitatis di papa Gregorio IX l'attività dell'Inquisizione espletata da Domenicani e Francescani trovò un impulso. Sulla spinta dell'Inquisizione tutte le chiese catare del sud della Francia cessarono praticamente l'attività e i prefetti sopravvissuti si diedero alla clandestinità o fuggirono all'estero. In questo quadro il vescovo cataro Guilhabert di Castres chiese e ottenne protezione da Raymond de Péreille signore della rocca di Montségur. L'arrivo del Vescovo trasformò radicalmente la vita del villaggio e della fortezza, che divenne un punto di riferimento anche per tutti i feudatari catari e i loro cavalieri cacciati dai loro possedimenti, i cosiddetti “faydits” che iniziarono a utilizzare la rocca come partenza per azioni di guerriglia contro i crociati cristiani.
Per dieci anni il castello di Montségur visse una vita vivace, sia dal punto di vista spirituale sia come punto d'aggregazione, soprattutto per l'istituto del “consolamentum” che i prefetti davano a malati e anziani. A causa di questa intensa attività Raymond de Péreille fu scomunicato, con conseguente confisca di tutti i beni, e costretto a unirsi agli abitanti della rocca. Nel 1242 l'attività dell'inquisizione aveva ormai provocato un grosso sentimento di rivalsa nelle popolazioni dell'Occitania e i faydits continuavano a effettuare azioni di guerriglia.
Ad Avignonet furono attaccati due inquisitori domenicani, Arnauad Guilhelm de Montpellier e Étienne de Narbonne che vennero massacrati insieme a tutto il loro seguito. A seguito di quest'evento le forze crociate attaccarono Montségur nell'estate del 1243. La difesa della rocca fu organizzata da Pierre-Roger de Mirepoix mentre l'assistenza spirituale agli assediati fu fornita dal vescovo cataro Bernard Marty. L'assedio durò oltre un anno sino a marzo 1244 quando dei mercenari baschi riuscirono a scalare il precipizio sotto la Roc de la Tour e piazzando una catapulta riuscirono a bombardare anche l'interno della rocca. Gli assediati s'arresero e vennero poste le condizioni della resa. Chi avesse abiurato avrebbe avuta salva la vita, chi non l'avesse fatto sarebbe stato bruciato come eretico sul rogo. Durante l'ultima notte la leggenda narra che quattro prefetti, protetti dalle tenebre, si allontanarono dalla fortezza portando al sicuro il tesoro dei catari. All'alba di mercoledì 16 marzo 1244, 222 persone rifiutarono d'abiurare, compresa la moglie del signore della rocca e furono arsi ai piedi della rocca. Il prato ove venne eretto il rogo viene chiamato Prat dels cremats, "prato dei bruciati". Questo evento sancì la fine definitiva della guerra contro i catari in Occitania.

### Età moderna: la ricostruzione
L'anno successivo re Luigi IX ordinò che fosse ricostruita in funzione difensiva contro il regno d'Aragona, funzione che assolse fino all'inizio del Cinquecento, quando venne abbandonata.

### Età contemporanea
Oggi è meta di migliaia di visitatori, nonché di studiosi dell'esoterismo.

## Descrizione
Montségur sorge in cima a una collina rocciosa (pog in occitano) a quota 1200 metri. Sono tre le fortificazioni che si sono succedute nel tempo. Della prima, anteriore al 1204, non si sa pressoché nulla.
Viceversa della fortificazione catara son rimasti i terrazzamenti, probabilmente utilizzati come base delle piccole case della popolazione. Le difese dovevano però essere delle semplici palizzate di legno, anche se la conformazione del luogo rendeva comunque il sito difficilmente espugnabile. Al centro del borgo cataro doveva sorgere una piccola torre in pietra, appartenente al signore del luogo. Verso sud-ovest, il naturale, ma pur sempre ostico, accesso alla collina era probabilmente difeso da più di una cortina formata da palizzate. Di tali fortificazioni, nulla è rimasto dopo la presa delle truppe reali nel 1244.
La ricostruzione del 1245 consiste in quanto è tutt'oggi visibile: una grossa torre quadrata con attorno una cortina racchiudente all'interno alcuni edifici in legno, anche se di questi ultimi non ne rimane traccia. La cortina è spessa circa due metri. Probabilmente altre cortine in legno difendevano il lato sudoccidentale, dove vi era l'accesso. La conformazione stessa del luogo rende comunque il sito facilmente difendibile al di là della limitatezza delle opere murarie.

## Castello di Montségur nella cultura di massa

### Nella musica
La band heavy metal britannica Iron Maiden ha realizzato la canzone Montségur, contenuta nell'album Dance of Death del 2003, dove si tratta della fortezza catara conquistata con il sangue durante la Crociata albigese. Precedentemente, anche il chitarrista francese Pierre Bensusan aveva dedicato un brano alla storia dei catari di Montségur, nell'album Spices, pubblicato da Sony Music nel 1988.

### Nei videogiochi
Nel videogioco Broken Sword 5: La maledizione del serpente viene citata Montségur e i fatti accaduti che hanno parte rilevante nella trama.